# Бустренг
Бустренг (або бустренго) — традиційний хлібобулочний продукт, поширений у деяких горбистих і гірських районах Романьї: Валле-дель-Савіо, Валле-дель-Рубіконе, Монтефельтро.
Його готують із суміші численних інгредієнтів, включаючи борошно з м'якої пшениці, кукурудзяне борошно, панірувальні сухарі, сир пармезан, оливкову олію, цукор, мед, яблука, груші, сушений інжир, родзинки, волоські горіхи, мигдаль, цедру апельсина та лимона. Суміш кладуть у неглибоку каструлю і готують у духовці. Інгредієнти та рецепти дуже різноманітні залежно від регіону, а також у межах окремих зон поширення. У районі Боргі також використовуються інші інгредієнти, такі як яйця, біле вино, мускатний горіх, бікарбонат. У долині Савіо також готують пікантну версію без цукру, меду та солодких фруктів. Також іноді використовують рис, зварений на молоці.
Він схожий на фрустинго з маршів, але, на відміну від бустренгу з Романьї, також містить какао, каву та лікер. Не слід плутати з Modena борленґо.

## Інші проекти
- Wikimedia Commons contiene immagini o altri file su Bustrèng